# Tillandsia organensis
Tillandsia organensis là một loài thuộc chi Tillandsia. Đây là loài đặc hữu của Brasil.